# Испанская фаланга (1977)
Испанская фаланга и ХОНС (1977) (исп. Falange Española de las JONS (1977)) — испанская ультраправая национал-синдикалистская партия. Образована в 1976—1977 годах. Позиционируется как продолжатель исторической Фаланги и одноимённой преемницы той. Наследует идеи Хосе Антонио Примо де Риверы и Рамиро Ледесмы Рамоса. Адаптирует ортодоксальный фалангизм начала 1930-х годов к условиям современной Испании.

## Исторические трансформации
Историческая Испанская фаланга за период 1933—1976 пережила ряд серьёзных трансформаций. Первоначально это была праворадикальная партия, сходная по типу с итальянским Союзом борьбы и ранней НСДАП — хотя отвергавшая «охлократические» и антихристианские черты фашизма. Крайний национализм, католицизм и антикоммунизм Примо де Риверы сочетались с левым популизмом синдикалиста Ледесмы Рамоса. В этом синтезе состояла суть идеологии фалангизма как разновидности европейского фашизма. Характерно сложно-составное название партии с марта 1934 года (Фаланга была учреждена в октябре 1933): Falange Española de las Juntas de Ofensiva Nacional-Sindicalista; Испанская фаланга и Хунты национал-синдикалистского наступления — совмещающая названные тенденции.
В апреле 1937 году, в разгар гражданской войны, каудильо Франко принял политическое решение об объединении Фаланги и ХОНС с консерваторами-традиционалистами. Партия получила название Falange Española Tradicionalista y de las JONS — Испанская традиционалистская фаланга и ХОНС. С 1938 Фаланга была включена как политическая составляющая в Национальное движение — систему франкистских организаций. Лидером — «национальным шефом» — Фаланги стал лично Франко. Партия была поставлена под контроль военных и клерикалов. Идеология приобрела гораздо более консервативный характер, соответствующий воззрениям Франко. Этому способствовал тот факт, что Примо де Ривера и Ледесма Рамос к тому времени погибли в войне.
Однако все годы правления Франко именно партийные фалангисты оставались наиболее радикальным крылом режима. Здесь генерировались корпоративно-синдикалистские проекты, отсюда исходили акции прямого действия. Наиболее радикальные фалангисты даже считали каудильо «предателем революционной весны» и возлагали на него ответственность за гибель Хосе Антонио (франкистская сторона отвергла предложенный республиканцами обмен, после чего основатель Фаланги был расстрелян и Франко остался бесспорным лидером). Радикальный синдикалистский фалангизм олицетворял, в частности, Мануэль Эдилья — прямой преемник Хосе Антонио, вскоре устранённый Франко из политической жизни.

## Послефранкистское воссоздание
После кончины Франко 20 ноября 1975 года и начала либерально-демократических реформ Фаланга и в целом Национальное движение превратились в тормоз преобразований. С осени 1976 правительство Адольфо Суареса — с согласия короля — практически прекратило её деятельность. Официально движение было распущено в апреле 1977 года, за несколько дней до легализации компартии.
Радикальные фалангисты не приняли такого хода событий и не признали упразднения своей партии. В Испании возник конгломерат ультраправых ортодоксально-франкистских организаций. Центральное место в нём заняла «Новая сила» Бласа Пиньяра. Практически с конца 1975 началось и воссоздание Фаланги. Появилось сразу несколько инициативных групп.
Наибольшими организационно-политическими ресурсами «неофалангизма» располагал видный деятель франкистского периода Раймундо Фернандес-Куэста — один из основателей исторической Фаланги, личный друг Хосе Антонио, генеральный секретарь партии в 1938—1939 и 1948—1956 годах. Некоторое время он оставался относительно влиятельным политиком франкистского Бункера. Именно он и его группа в 1976 объявили о создании партии под историческим названием Falange Española de las JONS (без традиционалистского добавления 1937). В то же время радикальные группы фалангистской молодёжи не признавали лидерства Фернандеса-Куэсты, считая его изменником идеалам Хосе Антонио, безыдейным слугой диктатора Франко.
Формально идеология возрождённой Фаланги основывалась на первоначальных идеях Хосе Антонио. Костяк новой организации составили представители прежнего партийного аппарата и франкистских общественных организаций. Фернандес-Куэста и его соратники декларировали верность «принципам 18 июля 1936 года». Эта дата не только символизировала начало Cristo Rey — антикоммунистического «крестового похода» — но и относилась к периоду, когда Фаланга придерживалась изначальных принципов, а Франко и Примо де Ривера однозначно являлись соратниками.

Франко и Хосе Антонио — выдающиеся деятели, единые в мыслях и служении, в католической вере и в том, что они предлагали Испании.

Раймундо Фернандес-Куэста

## Политическая маргинализация
Фалангисты включились в политическое насилие второй половины 1970-х. Они осуществляли террористические акты против коммунистов, левых и сепаратистов, совершали уличные нападения. В частности, с партией были прямо связаны участники расстрела на улице Аточа. Погромно-террористическая активность частично компенсировала слабость общественной поддержки. Кроме того, фалангисты проводили публичные мероприятия, вели активную пропаганду.
В электоральной политике Фаланга неизменно терпела поражения. На первых послефранкистских выборах 1977 всем фалангистским группировкам удалось собрать 0,21 % голосов.

После сорока лет режима Франко большинство испанского народа не хочет поддерживать партию, которая идентифицируется с прежним режимом.

Sheelagh M. Ellwood, Paul Preston, Historia de la Falange

Провальные результаты выборов подтолкнули разрозненные франкистские организации к объединению. Консолидирующими фигурами стали Пиньяр и Фернандес-Куэста. Одновременно партия Фернандеса-Куэсты добилась по суду эксклюзивного права на использование аббревиатуры FE de las JONS. В 1979 году конкурирующие структуры объединились в коалицию Национальный союз и сумели провести в парламент одного депутата — Бласа Пиньяра.
В феврале 1981 года Фаланга поддержала путч Техеро, но, как и «Новая сила», не принимала в нём практического участия. Военные заговорщики не видели серьёзных союзников в малочисленных и маловлиятельных организациях.

## Внутренняя борьба
В 1982 году крайне правые, вновь потерпели сокрушительное поражение на парламентских выборах. Спустя 9 месяцев Фернандес-Куэста оставил должность «национального шефа» партии (скончался в июле 1992). Его сменил Диего Маркес Оррильо. Этот рубеж обозначил радикализацию Фаланги и некоторое дистанцирование от франкистского наследия. Маркес Оррильо, бывший функционер франкистской молодёжной организации, считался сторонником линии Мануэля Эдильи. Стала подчёркиваться преемственность от партии Примо де Риверы 1933—1937, акцентировались национал-синдикалистские идеологические тезисы.
Однако смещение акцентов не изменило маргинального положения партии. При этом усилились внутренние конфликты, особенно со второй половины 1990-х. В 1995—1997 противники 67-летнего Маркеса Оррильо провозгласили «национальным шефом» 36-летнего журналиста Густаво Моралеса Дельгадо, ссылаясь на процедурные нарушения (ситуация производила впечатление «стилистического» конфликта поколений). Группа Диего Маркеса обратилась в суд. Густаво Моралес и его сторонники перешли в партию Фаланга, учреждённую в 1999 году. В 2004 Маркес Оррильо подал против неё иск за использование названия, но не встретил понимания в суде.
Понимая нежелательность дробления своих малочисленных рядов, фалангисты делали попытки консолидироваться. Коалиция нескольких группировок была создана в 2000 году. В конфликтном 2004 к Фаланге Маркеса Оррильо примкнули Независимая Испанская Фаланга, Галисийская фаланга и несколько местных организаций партии Густаво Моралеса. Однако это не дало значимого электорального эффекта. На выборах 2008 года Фаланга получила 0,05 % голосов.

## Современная Фаланга
26 июня 2011 года Диего Маркес Оррильо оставил пост партийного лидера (скончался в марте 2014). Его сменил Норберто Пико Санабриа — до 2004 лидер «Независимой фаланги». 19 сентября 2012 года Фаланга объединилась ещё с одной небольшой крайне правой группой — Mesa Nacional Falangista.
Активность партии низка, но время от времени проявляется в публичных выступлениях. 26 мая 2009 года Верховный суд Испании принял к рассмотрению иск Фаланги против известного левого юриста Бальтасара Гарсона. Фалангисты обвинили Гарсона в неправомерных действиях по «расследованию франкистских преступлений». Осенью того же года Фаланга организовывала антиавтономистские и антисепаратистские демонстрации в поддержку единства Испании. Партия Норберто Пико решительно поддержала забастовочное и протестное движение 2012 года.
Идеологически партия эволюционировала к своеобразному «неофалангизму» — левоконсервативному испанскому народничеству, основанному на принципах национал-синдикализма и солидаризма. Фаланга противопоставляет себя марксизму и либерализму, выступает против диктата бюрократии и финансового капитала, негативно относится к евроинтеграции.
Испанская фаланга и ХОНС не оказывает серьёзного влияния на практическую политику. Однако её существование имеет определённое идеолого-символическое значение. Демонстрируется непрерывность и динамичная эволюция национальной ультраправой традиции, уходящей корнями в 1930-е годы.

## Интересные штрихи
Партийная символика Фаланги, наряду с традиционными знаками (ярмо и стрелы — труд и война), включает форменную джинсовую рубашку — одежду испанского рабочего класса.
Некоторые крайне правые организации России заинтересованно изучают идеи неофалангизма и «геополитический проект „Мадрид-Париж-Берлин-Москва“»:

Все предпосылки к сближению консерваторов, традиционалистов и солидаристов России и Испании существуют.